# 玄淑姬
玄淑姬（1973年3月3日—）是一名韩国女子柔道运动员。她在1996年亚特兰大夏季奥林匹克运动会中，参加了女子柔道比赛并获得52公斤级银牌。

## 外部連結
- 玄淑姬在国际奥林匹克委员会的资料